# Eurovisiedansfestival 2007
Het allereerste Eurovisiedansfestival werd in Londen gehouden op 1 september 2007. Finland was de winnaar.

## Concept
Het Eurovisiedansfestival bestond uit twee rondes waarin zestien landen het tegen elkaar opnamen. Tijdens de eerste ronde moeten de dansparen een verplichte ballroomdans doen. Tijdens de tweede oefening moesten ze in een freestyledans het beste van zichzelf geven. Daarna werd er gestemd via sms en volgde de puntenronde zoals bij het Eurovisiesongfestival. Het evenement werd aan elkaar gepraat door een commentator en een dansexpert.

## Deelnemende landen

Deelnemende landen

Het Verenigd Koninkrijk (BBC) werd het land waar het festival voor het eerst werd gehouden. Het festival werd in Londen gehouden en werd gepresenteerd door Graham Norton en Claudia Winkleman. De volgende landen deden mee:
- Denemarken
- Duitsland
- Finland
- Griekenland
- Ierland
- Litouwen
- Nederland
- Oekraïne
- Oostenrijk
- Polen
- Portugal
- Rusland
- Spanje
- Verenigd Koninkrijk
- Zweden
- Zwitserland

## Uitslag
| Plaats | Land                | Dansers                                       | Stijl                            | Punten |
| ------ | ------------------- | --------------------------------------------- | -------------------------------- | ------ |
| 1      | Finland             | Jussi Väänänen & Katja Koukkula               | Rumba en paso doble              | 132    |
| 2      | Oekraïne            | Joelia Okropiridze & Ilja Sydorenko           | Quickstep en showdance           | 121    |
| 3      | Ierland             | Nicola Byrne & Mick Donegan                   | Jive en fandango                 | 95     |
| 4      | Polen               | Katarzyna Cichopek & Marcin Hakiel            | Chachacha en showdance           | 84     |
| 5      | Oostenrijk          | Kelly & Andy Kainz                            | Jive en paso doble               | 74     |
| 6      | Portugal            | Sónia Araújo & Ricardo Silva                  | Jive en tango                    | 74     |
| 7      | Rusland             | Maria Sittel & Vladislav Borodinov            | Rumba en paso doble              | 72     |
| 8      | Duitsland           | Wolke Hegenbarth & Oliver Seefeldt            | Samba en freestyle               | 59     |
| 9      | Denemarken          | Mette Skou Elkjær & David Jørgensen           | Rumba en showdance               | 38     |
| 10     | Spanje              | Amagoya Benlloch & Abraham Martinez           | Chachacha en paso doble          | 38     |
| 11     | Litouwen            | Gabrielė Valiukaitė & Gintaras Svistunavičius | Paso doble en Litouwse volksdans | 35     |
| 12     | Nederland           | Alexandra Matteman & Redmond Valk             | Chachacha en rumba               | 34     |
| 13     | Griekenland         | Ourania Kolliou & Spiros Pavlidis             | Jive en sirtaki                  | 31     |
| 14     | Zweden              | Cecilia Ehrling & Martin Lidberg              | Paso doble en disco fusion       | 23     |
| 15     | Verenigd Koninkrijk | Camilla Dallerup & Brendan Cole               | Rumba en freestyle               | 18     |
| 16     | Zwitserland         | Denise Biellmann & Sven Ninnemann             | Paso doble en swing              | 0      |

## Scorebord
| Deelnemers          | SU | RU | NL | GB | AT | DU | GR | LT | ES | IE | PL | DK | PT | UA | SE | FI |
| ------------------- | -- | -- | -- | -- | -- | -- | -- | -- | -- | -- | -- | -- | -- | -- | -- | -- |
| Zwitserland         |    | 0  | 0  | 0  | 0  | 0  | 0  | 0  | 0  | 0  | 0  | 0  | 0  | 0  | 0  | 0  |
| Rusland             | 0  |    | 3  | 10 | 3  | 7  | 0  | 6  | 4  | 5  | 4  | 0  | 8  | 12 | 0  | 10 |
| Nederland           | 5  | 0  |    | 0  | 7  | 2  | 12 | 0  | 0  | 2  | 3  | 0  | 0  | 0  | 0  | 3  |
| Verenigd Koninkrijk | 0  | 0  | 0  |    | 0  | 0  | 3  | 5  | 0  | 7  | 0  | 3  | 0  | 0  | 0  | 0  |
| Oostenrijk          | 7  | 3  | 5  | 2  |    | 10 | 2  | 3  | 3  | 4  | 6  | 8  | 5  | 5  | 4  | 7  |
| Duitsland           | 10 | 5  | 6  | 0  | 10 |    | 0  | 0  | 7  | 0  | 5  | 7  | 6  | 1  | 2  | 0  |
| Griekenland         | 2  | 4  | 1  | 5  | 4  | 5  |    | 4  | 0  | 0  | 2  | 1  | 2  | 0  | 1  | 0  |
| Litouwen            | 0  | 1  | 0  | 6  | 0  | 0  | 4  |    | 0  | 12 | 1  | 0  | 1  | 6  | 3  | 1  |
| Spanje              | 6  | 2  | 2  | 0  | 0  | 0  | 7  | 0  |    | 0  | 0  | 0  | 12 | 4  | 0  | 5  |
| Ierland             | 1  | 10 | 7  | 8  | 6  | 3  | 1  | 8  | 5  |    | 10 | 12 | 3  | 8  | 7  | 6  |
| Polen               | 4  | 8  | 4  | 7  | 8  | 12 | 0  | 1  | 6  | 10 |    | 4  | 0  | 10 | 10 | 0  |
| Denemarken          | 0  | 0  | 0  | 0  | 1  | 1  | 6  | 7  | 2  | 3  | 0  |    | 4  | 2  | 8  | 4  |
| Portugal            | 12 | 6  | 8  | 3  | 2  | 8  | 8  | 2  | 12 | 0  | 0  | 2  |    | 3  | 6  | 2  |
| Oekraïne            | 3  | 12 | 10 | 12 | 5  | 6  | 5  | 12 | 8  | 6  | 12 | 6  | 7  |    | 5  | 12 |
| Zweden              | 0  | 0  | 0  | 1  | 0  | 0  | 0  | 0  | 1  | 1  | 7  | 5  | 0  | 0  |    | 8  |
| Finland             | 8  | 7  | 12 | 4  | 12 | 4  | 10 | 10 | 10 | 8  | 8  | 10 | 10 | 7  | 12 |    |

2007 · 2008 
Zie ook: Eurovisiesongfestival · Junior Eurovisiesongfestival · Eurovision Young Musicians · Eurovision Young Dancers · Eurovision Choir
Azerbeidzjan · Denemarken · Duitsland · Finland · Griekenland · Ierland · Litouwen · Nederland · Oekraïne · Oostenrijk · Polen · Portugal · Rusland · Spanje · Verenigd Koninkrijk · Wit-Rusland · Zweden · Zwitserland